# Метод Печини
Метод Печини, иначе цитратный метод; метод полимерных комплексов (англ. Pechini method или англ. polymerizable complex method, англ. liquid mix technique) — метод синтеза высокогомогенных и высокодисперсных оксидных материалов с использованием комплексообразования и промежуточным получением полимерного геля. 

## Описание

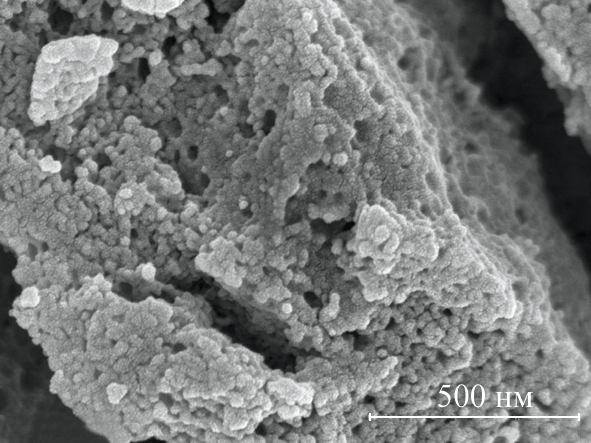
Нанопорошок BaAl_{2}O_{4}, полученный отжигом полимерного геля при 800ºС

Метод Печини был предложен в 1967 году для нанесения диэлектрических плёнок титанатов и ниобатов свинца и щёлочноземельных элементов при производстве конденсаторов. Позже процесс был адаптирован для лабораторного синтеза многокомпонентных высокодисперсных оксидных материалов. Суть метода заключается в достижении высокой степени смешения катионов в растворе, контролируемом переводе раствора в полимерный гель, удалении полимерной матрицы с образованием оксидного прекурсора и сохранением высокой степени гомогенности.
В ходе синтеза соли или алкоксиды металлов вносят в раствор лимонной кислоты в этиленгликоле. Считается, что образование цитратных комплексов металлов нивелирует разницу в индивидуальном поведении катионов в растворе, что способствует более полному смешению и позволяет избежать разделения компонентов на последующих стадиях синтеза. При нагревании выше 100ºС молекулы этиленгликоля и лимонной кислоты вступают в реакцию поликонденсации, которая приводит к образованию полимерного геля с включёнными в него молекулами цитратов. При нагревании выше 400ºС начинаются процессы окисления и пиролиза полимерной матрицы, приводящие к образованию рентгеноаморфного оксидного и/или карбонатного прекурсора. Последующая термическая обработка этого прекурсора позволяет получить нужный материал с высокой степенью однородности и дисперсности.
В настоящее время метод Печини широко используется для синтеза диэлектриков, флуоресцентных и магнитных материалов, высокотемпературных сверхпроводников, катализаторов, а также для нанесения оксидных плёнок и покрытий. К достоинствам метода относятся простота, почти полная независимость условий процесса от химии катионов, входящих в состав конечного материала, и достаточно низкая температура термической обработки прекурсора, что позволяет практически полностью исключить процессы спекания при синтезе и получать нанокристаллические порошки тугоплавких оксидов. Недостатки метода Печини включают использование токсичного этиленгликоля и большой массы органических реагентов в расчёте на единицу массы получаемого материала, отсутствие устойчивых цитратных комплексов некоторых элементов (висмут, кремний и др.), частичное или полное восстановление одного из компонентов в ходе пиролиза полимерного геля (например, меди, свинца, цинка, рутения и др.).